# Noyelles-lès-Seclin
Noyelles-lès-Seclin är en kommun i departementet Nord i regionen Hauts-de-France i norra Frankrike. Kommunen ligger i kantonen Seclin-Nord som tillhör arrondissementet Lille. År 2022 hade Noyelles-lès-Seclin 839 invånare.

## Befolkningsutveckling
Antalet invånare i kommunen Noyelles-lès-Seclin
| Referens: INSEE |